# Camponotus tameri
Camponotus tameri é uma espécie de inseto do gênero Camponotus, pertencente à família Formicidae.